# 王进喜 (1968年)
王进喜（1968年2月—），河南濮阳人，汉族，中国共产党党员。中华人民共和国政治人物、第十三届全国人民代表大会黑龙江省代表，曾任中国铁路哈尔滨局集团董事长，2021年起任中国铁路北京局集团董事长，2023年起任中国国家铁路集团副总经理、党组成员。

## 生平
1991年参加工作，历任牡丹江铁路分局党委办公室秘书、副主任、主任，牡丹江分局横道河子车务段段长，哈尔滨铁路局团委书记、局人事处副处长、局办公室（党委办公室）主任，哈尔滨站站长，哈尔滨铁路局纪委副书记，哈尔滨铁路局党委副书记、纪委书记，哈尔滨铁路局副局长、党委委员、常委，2016年4月7日被任命为哈尔滨铁路局党委书记，同年9月1日，由于沈阳铁路局原局长王占柱因辽宁拉票贿选案被撤职，哈尔滨铁路局原局长张海涛继任沈阳铁路局局长，王进喜被任命为哈尔滨铁路局代理局长，2016年11月转正为局长，其党委书记一职由马春山接任。2017年11月4日，哈尔滨铁路局改称中国铁路哈尔滨局集团有限公司，王进喜成为其首任董事长。
2018年，王进喜被选为黑龙江省出席第十三届全国人民代表大会代表。
2021年9月29日，王进喜不再担任哈尔滨局集团董事长，由吴新红接任。同年10月初，王进喜改任北京局集团董事长。2023年10月中旬，《人民铁道》对国铁集团党组活动的报道显示，王进喜已任职国铁集团副总经理、党组成员。